# スモークサーモン

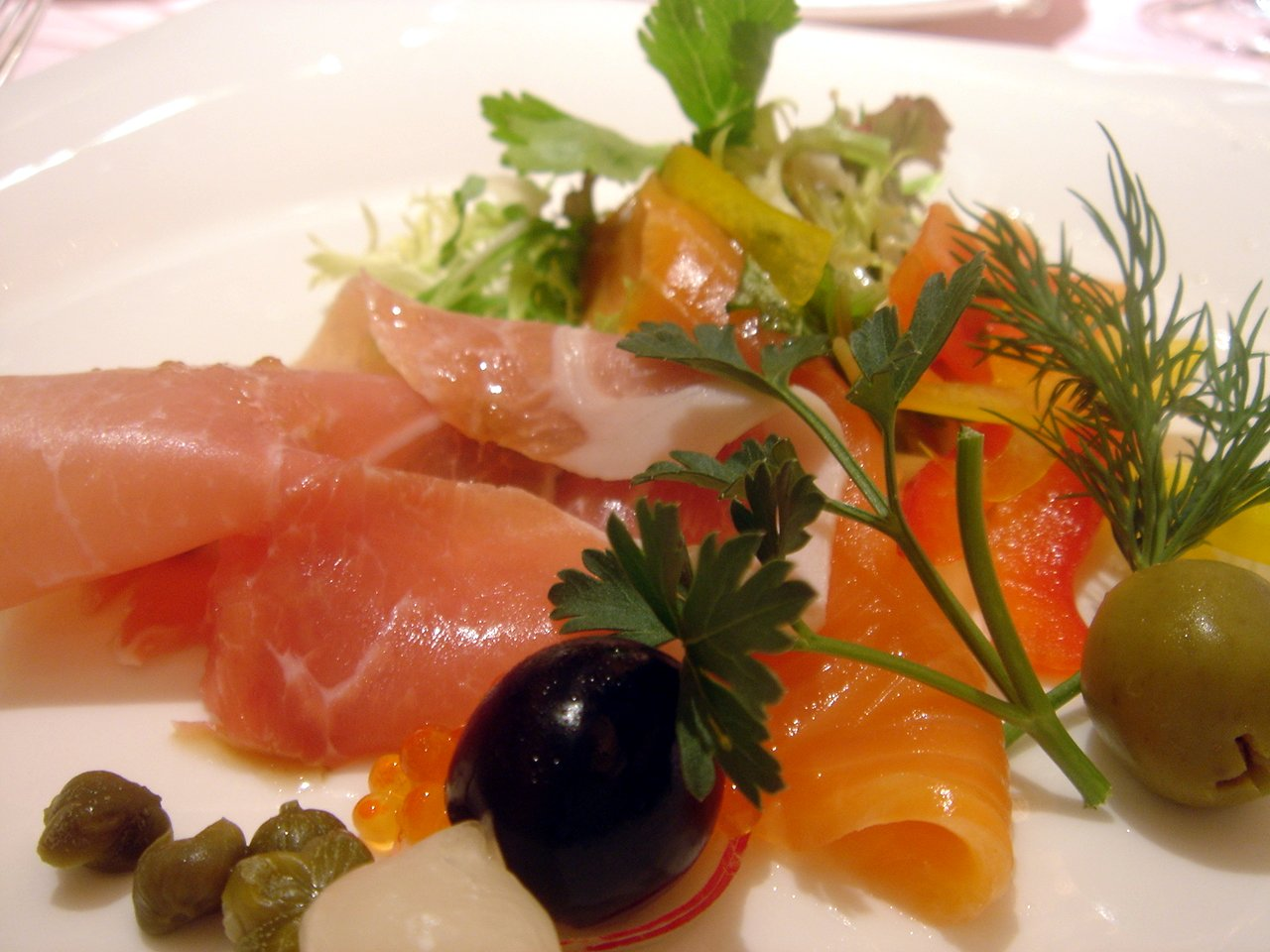
スモークサーモンと生ハムのサラダ

スモークサーモン（英: smoked salmon）あるいは燻製サケ（くんせいサケ）は、魚料理のひとつ。塩漬けしたサケを燻煙乾燥して燻製にしたもの。
スモークサーモンには脂乗りのよいキングサーモンが向いており、日本ではベニザケが使われることも多い。日本では燻製法は冷燻が一般的で、あらかじめしっかり塩漬けにし、塩抜きと乾燥ののち、20 °C前後の温度で時間をかけて燻煙する。またこのようなスモークサーモンは欧米ではロックスと呼ばれる。欧米では一般的にスモークサーモンといえば火を通したものを指す。
そのままスライスして食べるほか、サラダやマリネ或いはサンドイッチの具としても用いられる。クリームチーズとの相性が良く、この組み合わせはベーグルサンドの代表的な具材としても知られる。

## 日本での生産
1954年（昭和29年）東京都江東区で設立された三洋食品の創業者佐々木敬一は昭和31年頃に都内のホテルの料理長より北欧風のソフト・スモーク・サーモンの存在を聞きつけ、開発に着手した。東京會舘並びにパレスホテルの支援と助言を得ながら、2年の開発期間を経て1958年（昭和33年）にアラスカから輸入したキングサーモンを原料とした、日本初のソフト・スモーク・サーモンが完成し、東京會舘、パレスホテルを中心にデビューした。
1961年（昭和36年）、苫小牧市に工場を持つ王子製紙の副社長らが視察でヨーロッパに訪れた。苫小牧沖の鮭からスモークサーモンが作られていることを知った彼らは、帰国後に製法を研究し、1965年（昭和40年）に販売をはじめた。1967年（昭和42年）に王子サーモンを製造し、苫小牧沖でとれたマスノスケを原料にした。これが日本でのスモークサーモン製造のはじまりという。やがて苫小牧沖でのマスノスケ漁獲が減少し、同社の原料の大半は輸入鮭に切り替わった。